# 腋头风毛菊
腋头风毛菊（学名：Saussurea komarnitzkii）为菊科风毛菊属下的一个种。

## 扩展阅读
- 維基物種上的相關：腋头风毛菊